# Gattières
Gattières é uma comuna francesa na região administrativa da Provença-Alpes-Costa Azul, no departamento Alpes Marítimos. Estende-se por uma área de 10,03 km², com 4 018 habitantes, segundo os censos de 2006, com uma densidade de 40 hab/km².